# Bienne Terita
Pas d'image ? Cliquez ici

a Compétitions nationales et continentales officielles uniquement.

b Matchs officiels uniquement.
Bienne Terita, née le 16 mai 2003 à Sydney (Australie), est une joueuse internationale australienne de rugby à XV et internationale de rugby à sept évoluant au poste d'ailier.

## Biographie
Bienne Terita naît le 16 mai 2003 à Sydney en Australie.
Elle compte deux sélections en équipe d'Australie de rugby à XV quand elle est retenue en septembre 2022 pour disputer la Coupe du monde en Nouvelle-Zélande.
En janvier 2025, il est annoncé qu'elle rejoint la franchise des Brumbies pour la saison 2025 du Super Rugby Women's.